# Großsteingräber bei Alt Reddevitz
Die Großsteingräber bei Alt Reddevitz waren zwei megalithische Grabanlagen der jungsteinzeitlichen Trichterbecherkultur bei Alt Reddevitz, einem Ortsteil von Mönchgut im Landkreis Vorpommern-Rügen (Mecklenburg-Vorpommern). Sie wurden vermutlich im 19. Jahrhundert zerstört.

## Forschungsgeschichte
Die Existenz der Gräber wurde in den 1820er Jahren durch Friedrich von Hagenow erfasst und ihre Lage auf der 1829 erschienenen Special Charte der Insel Rügen vermerkt. Von Hagenows handschriftliche Notizen, die den Gesamtbestand der Großsteingräber auf Rügen und in Neuvorpommern erfassen sollten, wurden 1904 von Rudolf Baier veröffentlicht. Die Anlagen bei Alt Reddevitz wurden hier nur listenartig zusammen mit dem Großsteingrab Mariendorf unter der Ortsangabe Reddevitz erfasst. Ob die beiden bei Ewald Schuldt und Hans-Jürgen Beier genannten Großsteingräber Mönchgut Forst 2 und 3 identisch mit den beiden Anlagen bei Alt Reddevitz sind, ist unklar.

## Lage
Die Gräber befanden sich im Westen der Halbinsel Reddevitz, südlich der Straße. Sie lagen nicht weit voneinander entfernt in ost-westlicher Richtung zueinander.

## Beschreibung
Nach von Hagenows Liste handelte es sich bei den beiden Anlagen um Großdolmen ohne steinerne Umfassungen. Markus Sommer-Scheffler konnte an den durch von Hagenow angegebenen Standorten zwei Fundstellen ausmachen. An der östlichen Fundstelle ist ein stark bewachsener, ost-westlich verlaufender Hügel mit einer Länge von etwa 40 m auszumachen. Ob es sich hierbei um ein Hünenbett handelt, ist unklar. Auf dem Hügel liegen zahlreiche faustgroße Rollsteine und am östlichen Ende befinden sich mehrere Platten aus Granit und Rotsandstein. Eine Granitplatte weist ein halbes Sprengloch auf. Es dürfte sich bei diesen Funden um die Reste einer zerstörten Grabkammer handeln. Etwa 50 m westlich befindet sich die zweite Fundstelle. Auch hier liegen Granitblöcke.